# Thảm sát Dersim

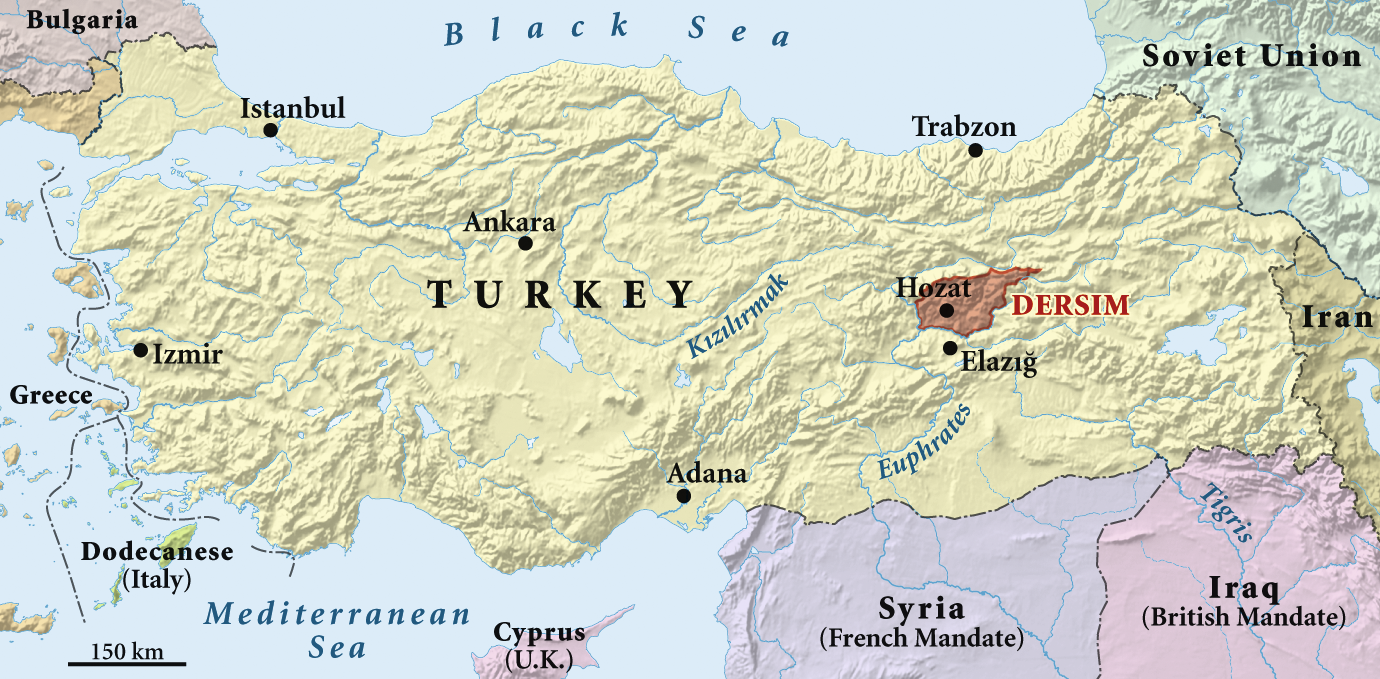
Dersim năm 1937

Thảm sát Dersim diễn ra vào năm 1937 và 1938 tại Dersim, ngày nay là tỉnh Tunceli, Thổ Nhĩ Kỳ. Cuộc thảm sát này đã giết chết gần 14.000 người trong cuộc nổi loạn của người Kurd trong lực lượng kháng chiến của các tù trưởng phong kiến chống lại Luật tái định cư 1934 của chính phủ Thổ Nhĩ Kỳ vào thời điểm đó. Hàng ngàn người Kurd Alevi và Zaza đã chết và nhiều người khác đã bị di chuyển khỏi nơi ở do các cuộc xung đột giữa các phiến quân địa phương và các lực lượng quốc gia.
Sự kiện này đã được một số người cho là một hành động quân sự hợp pháp nhưng ý kiến khác cho rằng đây là một tội ác diệt chủng thanh trừng sắc tộc. Năm 2011, Thủ tướng Thổ Nhĩ Kỳ Recep Tayyip Erdogan đã đưa ra một lời xin lỗi chính thức về vụ thảm sát, mô tả nó là "một trong những sự kiện bi thảm nhất của lịch sử gần đây của chúng ta". ông Erdogan nói rằng nếu cần xin lỗi để có lợi cho đất nước thì ông sẽ làm việc đó. Nhưng ông đã yêu cầu Đảng Cộng Hòa Nhân dân của ông Kilicdaroglu cũng đưa ra lời xin lỗi của chính họ về những vụ sát hại này bởi vì vào thời gian đó đảng này đang cầm quyền tại Thổ Nhĩ Kỳ.

## Diễn biến
Năm 1934, Thổ Nhĩ Kỳ đã thông qua Luật tái định cư, nhằm đồng hóa các cộng đồng dân tộc thiểu số trong nước. Biện pháp của nó bao gồm việc di dời bắt buộc của người dân trong nước, để thúc đẩy tính đồng nhất văn hóa. Trong năm 1935, Luật Tunceli đã được thông qua là để áp dụng các quy định của pháp luật tái định cư đến các khu vực mới được đặt tên Tunceli, cho đến nay vẫn gọi Dersim là nơi định cư của người Kurd Alevi và Zaza Kurds.. Khu vực này đã vốn đã có nhiều cuộc nổi loạn, đã là nơi diễn ra 7 đợt nổi loạn riêng biệt trong 40 năm trước đó.
Sau buổi họp công khai vào tháng 1 năm 1937, một bức thư phản đối quy định của pháp luật là văn bản được gửi đến chính quyền địa phương. Theo các nguồn tin của người Kurd, các sứ giả của lá thư đã bị bắt và hành quyết. Trong tháng, người Kurd phục kích một đoàn xe cảnh sát phản ứng, hành động đầu tiên của một cuộc xung đột địa phương.
Khoảng 25.000 quân đã được triển khai để dập tắt cuộc nổi loạn. Nhiệm vụ này đã cơ bản hoàn thành vào mùa hè và các nhà lãnh đạo của cuộc khởi nghĩa, bao gồm cả lãnh đạo bộ tộc Sayiid Riza, đã bị treo cổ. Tuy nhiên, tàn dư của các lực lượng nổi dậy tiếp tục kháng cự và số lượng của quân đội trong khu vực đã tăng gấp đôi. Các phương pháp tàn bạo đã được quân đội sử dụng, bao gồm cả việc giết hại hàng loat thường dân, cướp phá nhà cửa và trục xuất người từ khu vực ít thù địch hơn. Khu vực này cũng bị ném bom. Quân nổi dậy tiếp tục chống lại cho đến khi khu vực được bình định trong tháng 10 năm 1938. 

## Số tử vong
Con số đương đại của Anh ước tính số người chết là 40.000 người, mặc dù các nhà sử học cho rằng con số này có thể được phóng đại lên. Người ta cho rằng tổng số người chết có thể được 7.594, hơn 10.000 người, hoặc hơn 13.000 người. Khoảng 3.000 người đã buộc phải trục xuất khỏi Dersim.
Một hội nghị năm 2008 bởi Kurdish PEN tổ chức đạt kết luận rằng Thổ Nhĩ Kỳ đã phạm tội diệt chủng, ước tính rằng 50.000-80.000 đã thiệt mạng trong các đợt nổi loạn Dersim.